# Abdel Latif Boghdadi
Abdel Latif Baghdadi, né le 20 septembre 1917 à Mansourah (Royaume d'Égypte) et mort le 9 septembre 1999 au Caire (Égypte) est une figure politique et militaire égyptienne, ayant  occupé les fonctions d’officier supérieur dans l’armée de l’air et de magistrat. Il compte parmi les membres fondateurs du Mouvement des officiers libres, à l’origine du renversement de la monarchie égyptienne lors de la révolution de 1952. Par la suite, il exerça les fonctions de vice-président sous la présidence de Gamal Abdel Nasser. L’historien et journaliste français Jean Lacouture le dépeignit comme un « administrateur énergique », tout en soulignant qu’il ne possédait pas « l’envergure d’un Nasser ». Les relations entre les deux hommes se dégradèrent en raison de l’orientation socialiste et du rapprochement avec l’Union soviétique prônés par Nasser. Baghdadi se retira de la vie politique en 1964, bien qu’il ait renoué avec Nasser avant le décès de ce dernier en 1970.

## Biographie
Abdel Latif al-Boghdadi nait à Mansourah le 20 septembre 1917. Il se distingua lors de sa formation à l'Académie militaire égyptienne, qu'il acheva en 1938, puis à l'École de l'armée de l'air. Promu au grade de commandant d'escadre au sein des forces aériennes égyptiennes, il fut dépêché par le gouvernement du Premier ministre Moustapha el-Nahhas pour rejoindre les rangs de l'Armée de libération arabe (ALA) au commencement de la guerre israélo-arabe de 1948, avant l'intervention officielle de l'armée régulière égyptienne.

### Officiers libres et la révolution
Abd al-Latif al-Boghdadi devint par la suite l’un des dix membres fondateurs du Mouvement des officiers libres. Lors de la révolution de 1952, conduite par cette organisation, il dirigea des escadrilles de chasseurs à réaction survolant Le Caire afin de prévenir toute intervention étrangère susceptible de contrecarrer le coup d’État contre le roi Farouk Ier. Après l’accession au pouvoir des Officiers libres, Gamal Abdel Nasser — figure centrale du mouvement et nouveau Premier ministre — désigna Boghdadi à la présidence d’un tribunal spécial chargé de juger les dignitaires de l’ancien régime. Ce tribunal prononça de lourdes peines d’emprisonnement contre plusieurs personnalités, dont l’ancien général Hussein Sirri Amer et le dirigeant du parti Wafd, Fouad Serageddin. Toutefois, la plupart de ces condamnations furent par la suite commuées. 
Boghdadi fut également admis au sein du Conseil du commandement de la révolution égyptienne (RCC). En 1953, il se vit confier les fonctions d’inspecteur général du Rassemblement de la libération, première formation politique issue du mouvement révolutionnaire. Dans le contexte des tensions croissantes entre Gamal Abdel Nasser et le général Mohammed Naguib, alors chef de l’État, Nasser entreprit de consolider son ascendant sur l’appareil militaire. Il évinça ainsi un officier favorable à Naguib du ministère de la Défense, et confia ce portefeuille à Boghdadi pour une brève période s’étendant de 1953 à 1954. À la suite de la destitution et de l’arrestation de Naguib à la fin de l’année 1954, Nasser, demeuré Premier ministre, transféra Boghdadi au ministère des Affaires municipales. Dans le cadre de cette charge, Boghdadi eut notamment la responsabilité de l’aménagement de la corniche du Nil au Caire, ainsi que de la construction de diverses voies nouvelles à travers le territoire égyptien. Cette implication dans les travaux publics valut à ses détracteurs de le surnommer avec ironie « Abdel Rassif al-Boghdadi », le terme rassif signifiant « trottoir » en arabe.

### Rôle dans la crise de Suez

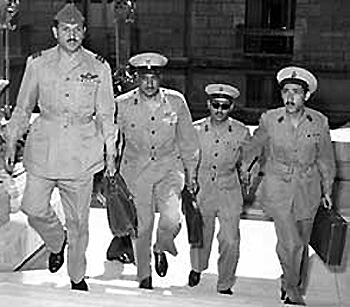
Les officiers libres au Caire, 1952. Boghdadi figure à gauche, avoisinant Nasser.

En 1956, lors de l’expédition militaire déclenchée à la suite de la nationalisation du canal de Suez par le président égyptien Gamal Abdel Nasser, les forces israéliennes, appuyées par l’aviation militaire du Royaume-Uni et de la France, repoussèrent les troupes égyptiennes de la péninsule du Sinaï ainsi que de la zone du canal. Dans ce contexte, le commandant en chef des forces armées égyptiennes, Abdel Hakim Amer, manifesta une vive inquiétude et envisagea la capitulation. Nasser s’y opposa fermement et confia à Anouar el-Sadate — ou plus vraisemblablement à Abdel Latif Boghdadi — la charge d’organiser la résistance égyptienne le long de la voie maritime. À l’issue de ce conflit, souvent désigné sous le nom de crise de Suez, Boghdadi fut nommé administrateur général en charge de la remise en état des régions avoisinant le canal. Selon l’auteur Said K. Aburish, il s’acquitta de cette mission avec une efficacité notoire, sans que cela ne donne lieu à une glorification particulière. Par la suite, il fut désigné ministre des Communications et siégea, aux côtés de Zakaria Mohieddin et d’Abdel Hakim Amer, au sein d’un comité chargé de l’examen et de la sélection des membres appelés à composer la nouvelle Assemblée nationale, instituée à hauteur de 350 sièges. 

### Démission et conséquences

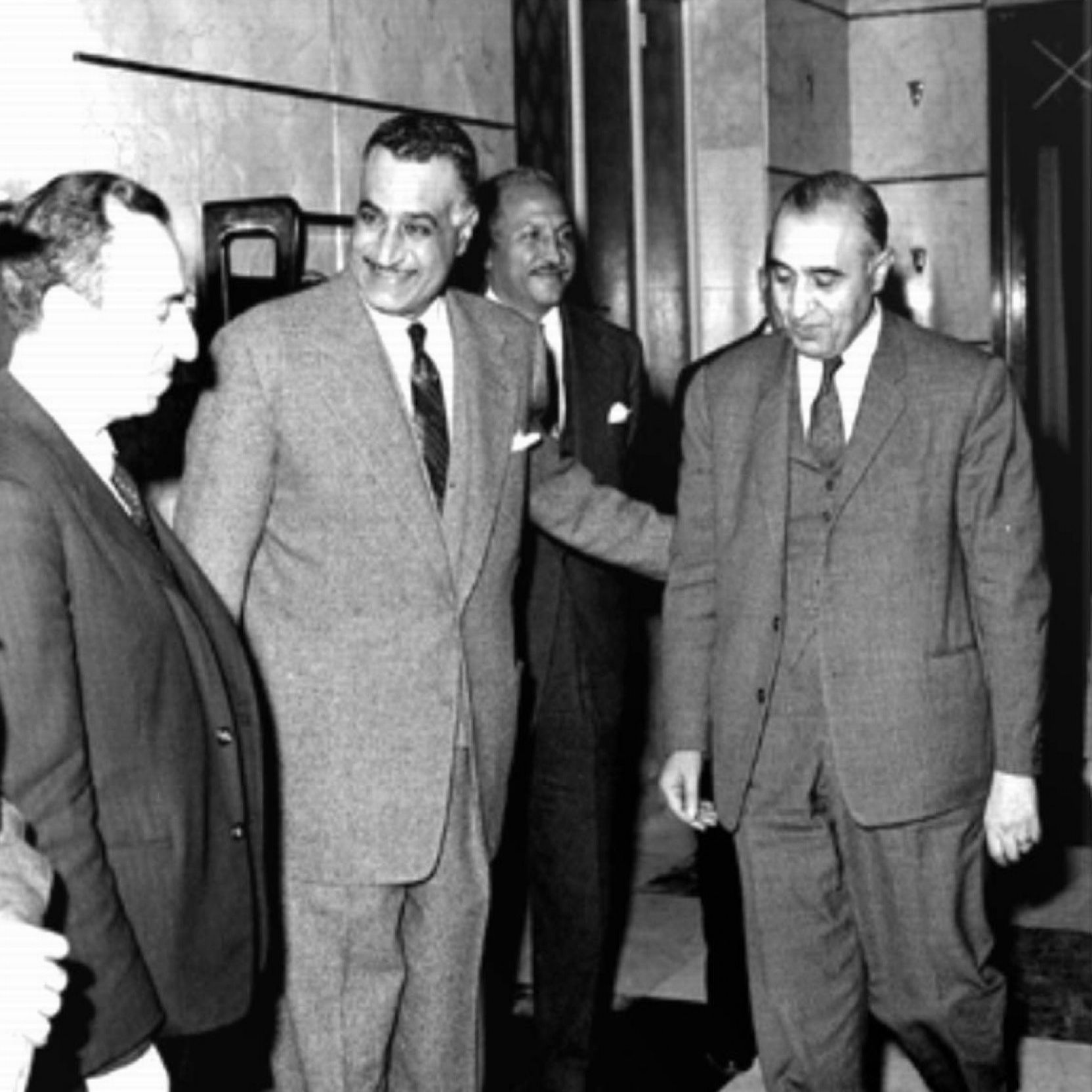
Boghdadi (troisième en partant de la gauche) aux côtés du président égyptien Gamal Abdel Nasser (deuxième à gauche), ainsi que des fondateurs du parti Baas, Michel Aflak (premier à gauche) et Salah al-Din al-Bitar (quatrième à gauche), lors d'une rencontre en Syrie en 1963.

Abdel Latif Boghdadi accompagne Gamal Abdel Nasser lors de son déplacement à Damas le 24 février 1958, à la suite de l’unification de la Syrie et de l’Égypte au sein de la République arabe unie (RAU). Dans ce nouvel État, Boghdadi se voit attribuer, conjointement avec Abdel Hakim Amer, le titre de vice-président pour la région égyptienne. Au début des années 1960, il cumule également les fonctions de ministre de la Planification et de ministre des Finances. Toutefois, en 1962, peu après la dissolution de la RAU, Nasser instaure en Égypte un modèle économique d’inspiration soviétique, mesure à laquelle Boghdadi s’oppose fermement. Il désapprouve tant les réformes socialistes que l’orientation générale du régime, allant jusqu’à présenter sa démission en raison de ce qu’il considère comme une dérive politique. Contrairement à Nasser, Boghdadi privilégie un rapprochement avec les États-Unis plutôt qu’avec l’Union soviétique. En 1963, il met en garde Nasser contre Abdel Hakim Amer, dont les relations avec ce dernier, bien que jadis étroites, se dégradent à cette époque. Boghdadi révèle qu’Amer a ordonné la surveillance des communications téléphoniques de Nasser et des siens, une situation qu’il impute à la tolérance excessive du président.
Le 16 mai 1964, Boghdadi présenta derechef sa démission, à la suite d’un différend persistant avec le président Nasser, notamment au sujet de l’engagement militaire de l’Égypte au Yémen du Nord, dans le cadre du conflit civil opposant les républicains pro-nassériens aux forces royalistes. Boghdadi considérait cette expédition comme une entreprise hasardeuse, qu’il qualifia de « Vietnam de Nasser », en référence à l’enlisement militaire redouté. Il plaidait pour une politique étrangère davantage mesurée, recentrée sur les intérêts nationaux, selon le principe de « l’Égypte d’abord ». En réaction à son retrait, le raïs fit placer le frère de Boghdadi, Saad, en résidence surveillée, et interdit à son beau-frère de quitter le territoire afin de poursuivre ses études doctorales au Royaume-Uni. Par ailleurs, Nasser accusa Boghdadi d’entretenir des accointances avec les Frères musulmans et de se livrer à des activités illicites en lien avec cette confrérie. 

### Dernières années et mort
À la suite des conséquences politiques et personnelles découlant de ses divergences avec le pouvoir en place, Boghdadi se retira de la vie publique, bien que le différend l'opposant à Gamal Abdel Nasser eût été apaisé avant l’année 1970. Dans ses Mémoires, il rapporte que Nasser envisageait de le nommer vice-président peu avant son décès, survenu en septembre 1970, dans le dessein manifeste d’empêcher l’accession à la magistrature suprême d’Anouar el-Sadate, alors titulaire de cette fonction. D’après certains proches du raïs, ce dernier aurait sollicité le retour de Boghdadi au sein du gouvernement et son installation comme principal adjoint, estimant Sadate inapte à assumer les responsabilités de la succession. En raison de sa précédente démission, motivée notamment par les liens jugés excessifs avec l’Union soviétique, Boghdadi interrogea Nasser quant à la nature exacte de la nouvelle entente officieuse entre Le Caire et Moscou, née à la suite de la défaite militaire de l’Égypte lors de la guerre des Six Jours en 1967. Ils convinrent alors que Boghdadi se rendrait seul en Union soviétique afin de s’assurer qu’aucune divergence d’interprétation ne subsistât quant à la portée et aux implications de cette relation bilatérale renouvelée. 
En 1972, durant la présidence d'Anouar el-Sadate, Abdel Latif Boghdadi et neuf autres figures éminentes de l’ancien gouvernement égyptien adressèrent une missive au président, lui reprochant une « dépendance excessive » à l’égard de l’Union soviétique. Par la suite, Boghdadi, à l’instar des autres membres encore vivants du Conseil de commandement de la Révolution (RCC), désapprouva le traité de paix conclu par Sadate avec Israël en 1978. 
Le 8 septembre 1999, Boghdadi fut admis en un établissement hospitalier en raison de complications afférentes à un carcinome hépatique. Son décès, survenu le jour suivant, fut constaté à l’âge de quatre-vingt-un ans. Des obsèques nationales lui furent consacrées le 10 septembre en une banlieue cairote, en présence du président égyptien d’alors, Hosni Moubarak, ainsi que de maintes personnalités éminentes du gouvernement. Dans une proclamation officielle, Moubarak souligna que Boghdadi avait « servi sa patrie avec abnégation ».

## Liste des œuvres publiées
- (en) The Five-Year Plan for the Economic and Social Development of the U.A.R, Le Caire, National Planning Committee, 1960 (OCLC 311879148)
- (ar) Mudakkirat Abd el-Latif el-Baghdadi ("Memoirs of Abdel Latif Boghdadi"), Le Caire, el-Maktab el-Masri el-Hadith, 1977 (OCLC 318028194)
- Abdel Latif Boghdadi: Diaries. (1982). Cairo: el-Maktab al-Masri al-Hadith.